# NGC 4281
NGC 4281 في الفهرس العام الجديد، هي مجرة، تقع في كوكبة العذراء. اكتشفت في 1785 بواسطة ويليام هيرشل.

## روابط خارجية
- NGC 4281 على موقع ويكي سكاي: DSS2, SDSS, GALEX, IRAS, Hydrogen α, X-Ray, Astrophoto, Sky Map, Articles and images